# Casa Parer
La Casa Parer és una obra de Fontcoberta (Pla de l'Estany) inclosa a l'Inventari del Patrimoni Arquitectònic de Catalunya.

## Descripció
Can Parer és una casa rural coberta a dos aigües amb el carener orientat de nord a sud, la construcció es col·loca sobre un pendent suau que mira al sud de forma que entre la façana nord i la sud queda una planta de desnivell. L'accés antic de la casa se situa a sud quedant amagada per un porxo o pallissa oberta i situada al sud. Separada de la casa per un passatge destaquen com a elements importants la porta dovellada d'accés, i la finestra gòtica situada sobre la porta, també són importants el balcó que se situa a ponent de la porta i un porxo que tanca el passatge a llevant. L'accés actual de la casa és per l'altra façana, de menys interès.

## Història
A la façana principal, sobre la dovella central de la porta, apareix la data de 1545, sobre aquesta destaca la finestra gòtica coronella probablement del segle xv. Es tenen dades sobre Pere Parer el 1331. La casa pertany als propietaris de la Casa Fares, nom que també es coneix a Can Parer com a Can Fares Vell o masoveria de Can Fares.